# Томмі Кеш
Томмі Кеш (англ. Tommy Cash, справжнє ім'я — Томас Таммеметс; нар. 18 листопада 1991 року, Таллінн, Естонія), іноді стилізовано як TOMM¥ €A$H — естонський реп-виконавець. Представник Естонії на Пісенному конкурсі Євробачення 2025 з піснею «Espresso Macchiato». Свій псевдонім обрав на честь американського співака та актора Джонні Кеша.

## Біографія
Томас Таммеметс народився в Таллінні та має змішане етнічне естонське, російське, українське та казахське походження. Сам він описав себе насамперед як естонця з душею східноєвропейця та у резюме скандинавом.
У молодості Кеш був художником графіті. Він сказав, що вживання наркотиків призвело до того, що його «вигнали» зі школи. Він не закінчив середньої школи, попри те, що склав іспити, пізніше зайнявся живописом і танцями.
Згадуючи своє дитинство, Томмі писав: «Ми жили в однокімнатній квартирі. Ця кімната була одночасно і спальнею батьків, і моєї псевдокімнаткою, яка відокремлювалася від батьківської частини секцією, зворотна сторона якої була обклеєна фотошпалерами з мотоциклістами. У мене був касетний програвач і касета Емінема The Eminem Show. Я слухав її і пробував швиденько набирати текст на друкарській машинці, придумуючи свої слова неіснуючою англійською мовою». Дитячі спогади багато в чому вплинули на творчість Томмі, на його естетичні уподобання[джерело?].
Після закінчення школи Томас працював офіціантом і прибиральником, при цьому активно займався танцями. Згодом хобі переросло в заняття, яке стало приносити дохід. Він нерідко виступав в масовці у місцевих знаменитостей. У 2013 році він вирішив почав сольно займатися музикою. Навколо Кеша сформувалася група однодумців, з якими він працює і донині: діджей і звукорежисер Лаурі, Анна-менеджерка, що займається кореспонденцією і продакшном, і Анна-дизайнерка. Томмі активно гастролює по Росії і Європі, пише нові альбоми, планує творчі тандеми з іншими представниками хіп-хоп спільноти[джерело?].

## Кар'єра
Початком його музичної кар'єри став кліп «GUEZ WHOZ BAK», який вийшов у вересні 2013 року. Цей трек здобув музичну премію «Демо року» від «ВВС Радіо 2». Після цього почалися концерти в Естонії, Чехії, Фінляндії та інших європейських країнах. Пізніше артист випустив композицію під назвою «EUROZ DOLLAZ YENIZ», в якій зберігається унікальний авторський стиль Томмі[джерело?].
Навесні 2014 року виходить дебютний альбом «EUROZ DOLLAZ YENIZ», що складається з дев'яти треків. Спочатку він містив одну композицію, проте пізніше, під час гастролей, Томмі доповнив альбом новими треками. У 2015 році випустив два кліпи: «LEAVE ME ALONE» і «GIVE ME YOUR MONEY», другий спільно з рейв-гуртом «Little Big», які зв'язалися з Кешем і запропонували колаборацію. У липні 2016 року було презентовано музичну роботу «WINALOTO», після якої Томасу надійшли пропозиції від відомих лейблів, однак артист вважав за краще зберегти незалежність. 16 березня 2017 року відбулася прем'єра відеороботи на трек «SURF»[джерело?].
2025 року разом з нідерландським співаком Йостом Кляйном записав пісню «United by music», в якій, зокрема, є рядки «Ми хочемо миру, а вони війни» — «Я хочу долетіти до Києва і поїхати до Москви». Кліп для Євробачення зняли росіяни та українці. Того ж року Томмі брав участь в Eesti Laul, естонському національному відборі на Євробачення, з піснею «Espresso Macchiato», яка виконана сумішшю ламаної англійської та італійської мов. Співак став переможцем відбору і представляв Естонію на Євробаченні, де посів 3 місце. Після перемоги на Eesti Laul, низці політичних та громадських організацій не сподобалися зображені в пісні образливі стереотипи про Італію — Європейську мовну спілку (ЄМС) закликали оцінити доречність допуску такої пісні до участі в конкурсі.

## Стиль
В основі творчості Томмі Кеша лежить дух і естетика 1990-х років: спортивні костюми Adidas, радянські килими по стінах, McDonald's. Музичні критики, намагаючись дати визначення його стилю, найчастіше говорять про «циганський шик» або «russian trash». Сам виконавець вказує на іронічний підтекст своїх робіт: «Це не пародія, просто не у всіх піснях я серйозний, іронія ― ця тема для мене …». Переважна більшість текстів Томаса написано англійською мовою. Сильний слов'янський акцент є візитною карткою цього виконавця. Подібний прийом використовують і інші сучасні музиканти, наприклад, Gogol Bordello, The Hatters, Little Big.

## Витоки творчості та музичні впливи
Говорячи про музичний вплив інших виконавців, Томмі серед перших називає Джонні Кеша: «Я побачив фільм „Переступити межу“, і він дуже мене надихнув. Ім'я теж пішло звідти ― з кантрі». Попри те, що стиль цих музикантів різний, їх об'єднує загальний підхід до музики: «Пам'ятаю, про його голос говорили щось на кшталт, що він гострий як лезо і потужний як поїзд. Це я назавжди запам'ятав».

## Особисте життя
Засудив повномасштабне російське вторгнення в Україну зі словами «Прийняти нинішні воєнні дії дуже складно, все це дуже сумно! Я стійкий противник будь-якої воєнної агресії! І всіляко підтримую український народ та людей з Росії, які не підтримують вторгнення — це не їхній вибір… Це вкрай сумна ситуація, і я дуже сподіваюся, що незабаром зможу повернутися в ці прекрасні країни, щоб виконувати там нову музику».

## Дискографія

### Студійні альбоми
- 2014 — Euroz Dollaz Yeniz
- 2018 — ¥€$[17]

### Міні-альбоми
- 2014 року — CREAM
- 2021 — MoneySutra

### Сингли
- 2014 — «Alien Tears»
- 2015 — Little Big — «Give Me Your Money» (за уч. Томмі Кеша)
- 2016 — Kinder Malo — «Apel» (за уч. Томмі Кеша)
- 2017 — «Rawr»
- 2017 — «Rawr» (при уч. Joji)
- 2017 — Томми Кэш, IC3PEAK — «Cry»[18]
- 2017 — A. G. Cook — «Out Of My Head Remix» (за уч. Mykki Blanco, Dorian Electra, Томмі Кеша, Hannah Diamond)
- 2017 — Felicita — «Sulaharas*» (за уч. Томмі Кеша)
- 2018 — «Pussy Money Weed»
- 2018 — «Little Molly»
- 2018 — «X-Ray»
- 2019 — Modeselektor — «Who» (за уч. Томмі Кеша)
- 2019 — «Sdubid»
- 2020 — Boys Noize — «Nude» (за уч. Томмі Кеша)
- 2020 — «Hakken»

### Участь на релізах
- 2013 — Томмі Кеш за уч. Justicious, Ba. ― «MTWAH» (Various Artists — Baltic Trail Complitation)
- 2013 — TV Maskava vs Томмі Кеш ― «Kongo Jungle» (Various Artists — Baltic Trail Complitation)
- 2015 — Adi L Hasla за уч. Aito Mäkki, Томмі Кеш ― «Flipperi» (Habiturientti)
- 2015 — Yeezuz2020 за уч. Томмі Кеш ― «Exodus» (Exodus)
- 2015 — Little Big за уч. Томмі Кеш ― «Give Me Your Money» (Funeral Rave)
- 2015 — DJ Oguretz за уч. Томмі Кеш ― «Volkswagen Passat» (Power)
- 2017 — AudioOpera за уч. Project Pat, Antwon, Томмі Кеш, Rich Boy ― «Piece By Piece» (Isolation Room)
- 2017 — Charli XCX при уч. Томмі Кеш ― «Delicious» <i id="mwcA">(Pop 2</i>)[19][20]
- 2018 — Little Big за уч. Томмі Кеш ― «Follow Me» (Antipositive, Pt. 2)
- 2019 — Modeselektor за уч. Томмі Кеш ― «Who» (Who else)
- 2019 — Lorenzo за уч. Томмі Кеш, Vladimir Cauchemar ― «Impec» (Sex in the City)
- 2019 — Charli XCX при уч. Томмі Кеша, Кім Петрас ― «Click» (Charli)
- 2019 — Borgore за уч. Томмі Кеш ― «Forever in My Debt» (The Art of Gore)
- 2020 року — Salvatore Ganacci за уч. Томмі Кеш ― «Heartbass» (Boycycle)
- 2020 року — Елджі за уч. Томмі Кеш, Коста Лакоста ― «Toilet» (Sayonara Boy Opal)
- 2020—100 gecs за уч. Томмі Кеш, Hannah Diamond — «xXXi_wud_nvrstøp_ÜXXx (Remix)» (1,000 gecs and The Tree of Clues)

## Відеографія
| №  | Рік  | Кліп                                                 | Альбом             | Примітки                                                 |
| -- | ---- | ---------------------------------------------------- | ------------------ | -------------------------------------------------------- |
| 1  | 2013 | Guez Whoz Bak                                        | C.R.E.A.M.         | —                                                        |
| 2  | 2014 | Alien Tears                                          | Сингл              | видалено                                                 |
| 3  | 2014 | Euroz Dollaz Yeniz                                   | Euroz Dollaz Yeniz | —                                                        |
| 4  | 2015 | Flipperi (Adi L Hasla при уч. Aito Mäkki, Томми Кэш) | Habiturientti      | —                                                        |
| 5  | 2015 | ProRapSuperstar                                      | Euroz Dollaz Yeniz | —                                                        |
| 6  | 2015 | Leave Me Alone                                       | Euroz Dollaz Yeniz | —                                                        |
| 7  | 2015 | Give Me Your Money (Little Big при уч. Томми Кэш)    | Funeral Rave       | —                                                        |
| 8  | 2016 | Apel (Pimp Flaco x Томми Кэш x Kinder Malo)          | Сингл              | —                                                        |
| 9  | 2016 | Winaloto                                             | Сингл              | Музичне відео 2018 року за версією Estonian Music Awards |
| 10 | 2016 | A Colors Show                                        | Сингл              | —                                                        |
| 11 | 2017 | Surf                                                 | Сингл              | —                                                        |
| 12 | 2018 | Pussy Money Weed                                     | Сингл              | —                                                        |
| 13 | 2018 | Little Molly                                         | Сингл              | Музичне відео 2019 року за версією Estonian Music Awards |
| 14 | 2018 | X-Ray                                                | ¥€$                | —                                                        |
| 15 | 2019 | Who (Modeselektor при уч. Томми Кэш)                 | Who Else           | —                                                        |
| 16 | 2019 | Sdubid                                               | Сингл              | —                                                        |
| 17 | 2021 | Raked                                                | MoneySutra         | —                                                        |